# Weihnachtskirche (Bethlehem)
Koordinaten: 31° 42′ 21,6″ N, 35° 12′ 6,7″ O

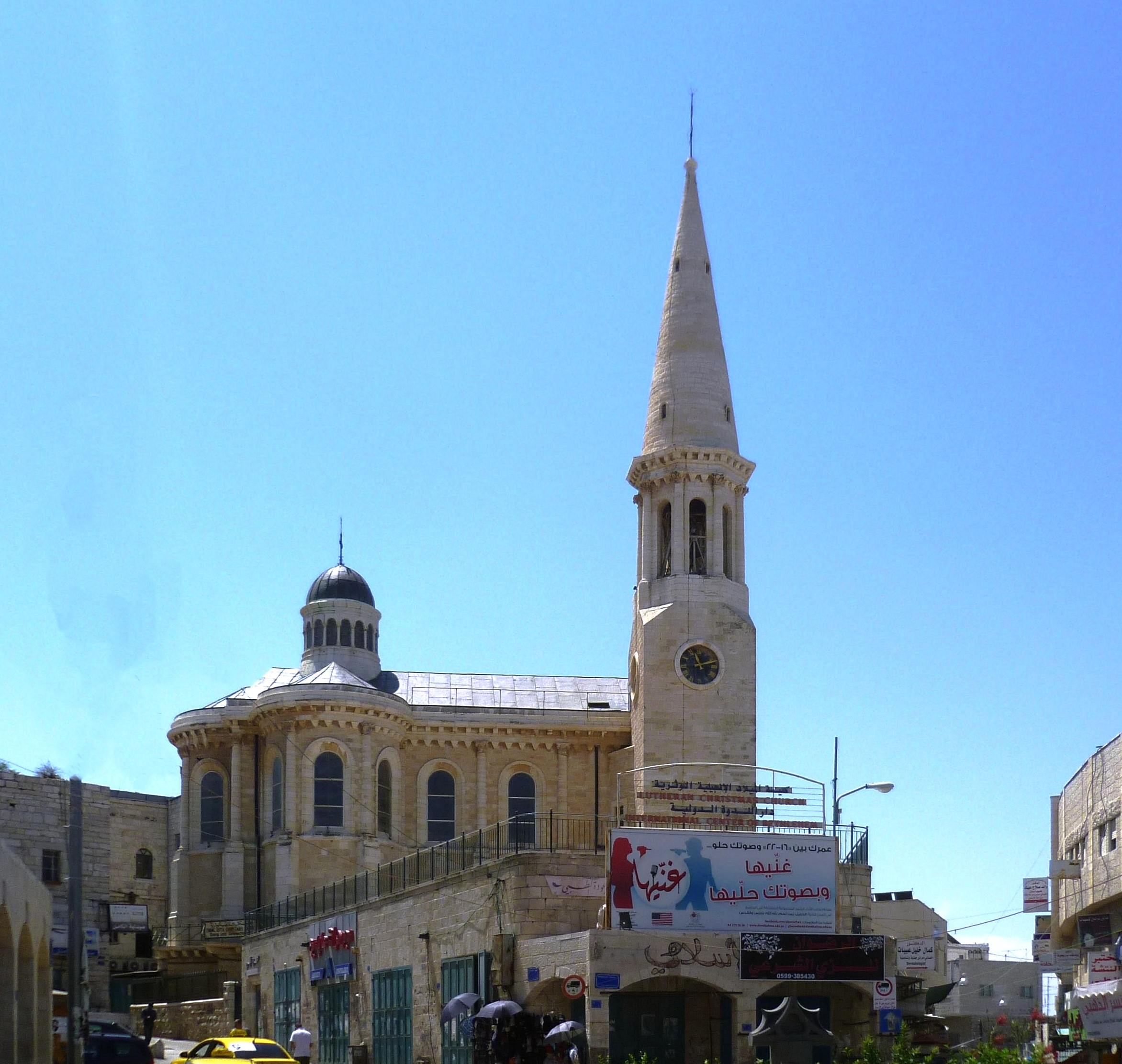
Die Weihnachtskirche in Bethlehem

Die Evangelisch-Lutherische Weihnachtskirche in Bethlehem gehört zur Evangelisch-Lutherischen Kirche in Jordanien und im Heiligen Land. Pastor der Kirche ist seit 2025 Ashraf Tannous.

## Geschichte

Kirche um 1900

Ludwig Schneller initiierte ihren Bau und der Evangelische Kirchenbauverein ließ die Weihnachtskirche bauen. Architekt der Kirche war der deutsche Architekt August Orth. Der Bau begann 1886, finanziell unterstützt von Amerikanern deutscher Herkunft. Der Bau war 1891 vollendet, aber die Kirche konnte wegen einer fehlenden Genehmigung der Regierung in Istanbul, dem Sitz des Osmanischen Reiches, ihre Arbeit nicht aufnehmen. 1893 besuchte Kaiserin Auguste Victoria Istanbul und erreichte, dass die notwendige Genehmigung erteilt wurde. Daraufhin reiste Friedrich Wilhelm Barkhausen, Präsident des altpreußischen Evangelischen Oberkirchenrats (EOK), an, um der Gemeinde eine Bibel als Geschenk der Kaiserin zu überbringen, die er am 6. November 1893 bei der Einweihung übergab.
In ihrer Geschichte wurde die Weihnachtskirche mehrfach beschädigt. Im Sechstagekrieg wurde sie bombardiert und das Kirchendach beschädigt. 2002 wurde sie wiederum durch Kriegshandlungen in Mitleidenschaft gezogen. Im Februar 2004 zerstörte ein Erdbeben die Befestigung des Turmkreuzes.

## Baubeschreibung
Die Kirche ist ein Baudenkmal des deutschen Historismus.
Die Kirchenfenster sind mit Glasmalereien ausgestattet und mit Bibelzitaten in Deutsch beschriftet.